# Canton de Chambray-lès-Tours
Le canton de Chambray-lès-Tours est un ancien canton français situé dans le département d'Indre-et-Loire, dans la région Centre.

## Administration
| Période | Période | Identité           | Étiquette | Qualité |
| ------- | ------- | ------------------ | --------- | --- |
| 1985    | 2001    | James Bordas       | DL        | Inspecteur central du Trésor (Retraité) Sénateur de 1992 à 2001 Maire de Chambray-lès-Tours de 1983 à 2001 Ancien conseiller général du canton de Montbazon |
| 2001    | 2015    | Jean-Claude Landré | DVG       | Ingénieur agronome au laboratoire de biologie et d'écologie à la Faculté des sciences de Tours Maire de Truyes de 1995 à 2014                               |

## Composition
Le canton de Chambray-lès-Tours regroupait les communes suivantes :
- Chambray-lès-Tours
- Cormery
- Esvres-sur-Indre
- Saint-Branchs
- Truyes

## Démographie
| 1990   | 1999   | 2006   | 2011   | 2012   |
| ------ | ------ | ------ | ------ | ------ |
| 17 438 | 20 034 | 20 910 | 21 750 | 22 058 |